# Бас-данс

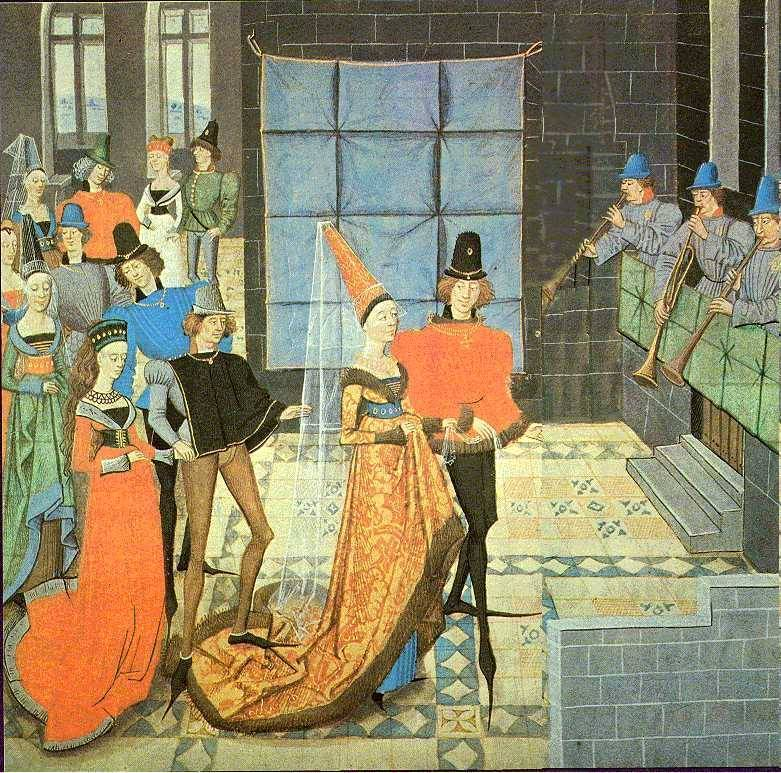
Придворний бас-данс

Бас-данс (фр. basse danse.  букв. низкий танок) — придворний танок в помірному темпі, поширений у Франції, Італії (італ. bassa danza, bassadanza, bassadanza), Бургундських Нідерландах у другій половині XV та у XVI століттях (перша згадка у 1320). Окрім спеціального визначення, термін «бас-данс» використовується як загальний, для всіх повільних придворних танків без стрибків (павана, алеманда, пізня сарабанда тощо).

## Основні види побутового танцю епохи
У епоху раннього Відродження характерно протиставлення танків повільного і більш жвавого руху ( італ. bassa danza. ). Воно зустрічається як на балах, так і у професійної музиці, яка зароджується вже у пізньому Середньовіччі.
У низких танках не було стрибків, і ноги майже не піднімалися над полом — звідси й назва. Окрім хореографічного, є і музичне пояснення назви —  вони виповнювалися інструментом низького регістру. Внаслідок відсутності швидких па і стрибкових рухів, характерных для «високих танків», бас-данси часто називали «променадними».
У високих танцях (ісп. alta danza. alta danza, італ. alta danza. , фр. haute danse. ) хороводного руху, навпроти, танцуючі кружляли та підстрибували (мореска, гальярда, вольта, сальтарелло, разновиди бранлю тощо).

## Історія
Перша згадка низького танка знайдена у поемі окситанською мовою 1320-х років (автор — Раймон де Корнет; Raimon de Cornet), де описане виконання танків цього жанру жонглерами.
Детальний опис низкого танка дали італійський майстер танцю Доменіко з П'яченцы і його послідовники Гульєльмо Ебрео і Антоніо Корнаццано. З легкої руки Доменіко з П'яченци бас-данс почали називати «королевою» танка. Згідно поз'ясненням Антоніо Корнаццано, у нижнІх танках не використовується одне з дев'яти сталих танцювальних рухів — високий стрибок (movimento). При цьому, у даних італійських теоретиків танцю присутній деякий термінологічний розлад: movimento означає високий стрибок у Корнаццано, а у його вчителя Доменіко цим терміном називається рух, у котрім піднімаються навшпиньки перед наступним кроком (а у Корнаццано такий рух названий alzamento,  означае просто «підведення»).
Корнаццано приводить систему розмірів, які, за його словами, всі виводяться з розміру танка піва. Вони представлені як сходи, перша сходинка яких — піва. Це неблагородний, сільський розмір, пояснює Антоніо, оскільки раніше його грали пастухи на сопілках. Якщо простежити далі за цими сходами, чиї сходинки поширюються від розміру до розміру, можна прийти до бассадансу, котрий «коронує» верхню сходинку. Таким чином, у Корнаццано відправною точкою систематизації слугує розмір піви, на відміну від Доменіко, у якого всі розміри виводяться з бассадансу, «королеви всіх розмірів».
Друковані зразки творів про низькі танці складалися і видавалися П'єром Аттеньяном (1529, 1530, 1547-1557), Тільман Сузато (1551), а також наведені в трактаті « Орхезографія » Туано Арбо, опублікованому в 1589 році.

## Мелодія
Однією з найстаріших і, безсумнівно, найпоширенішою з мелодій бас-дансу є La Spagna. Існує більше 250 версій (наводяться в роботах Франсіско де ла Торре, Дієго Ортіса, Генріха Ісаака, Жоскена Депре і багатьох інших авторів). Бас-данс - один з перших танців, мелодія якого стає поліфонічною. Ймовірно іспанське походження; внаслідок міжнародного успіху, мелодія стала відома по всій Європі під різними, але пов'язаними з Іспанією назвами, такими як «La Spagna», «Castille», «Tenore del Re di Spagna», «Casulle la novele» (Нова Кастилія). Остання назва наведена у трактаті Мішеля Тулуза "Sensuit lart et instruction de bien dencer» ( «Повчання в мистецтві досконалого танцю»), який був опублікований в Парижі в 1496 році . 

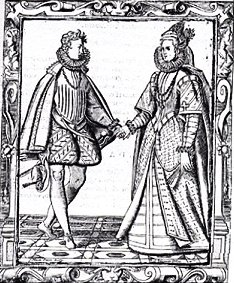
Бас-данс 16 століття

## Хореографія
Завдяки збереженому трактату в Королівській бібліотеці Бельгії в Брюсселі ( «Рукопис бас-данс Марії Бургундської » 1495 року ) відомості про складові низького танцю (разом з хореографією конкретних прикладів) збереглися до теперішнього часу. У низьких танцях існує чотири види па : pas simple ( «просте па), pas double (« подвійне па »), démarche (« демарш »; також відомий як реприза ) і branle (« бранль »). Також є révérence ( « реверанс »), що виконується до або після самого танцю.
Музика для бас-дансу, що має часто хоральний склад, зазвичай імпровізувалась на основі cantus firmus. Вільній хореографії відповідала і незамкнута (відкрита) музична структура з будь-якою кількістю розділів. У цьому позначалася спадкоємність бас-дансу по відношенню до середньовічних танців, зокрема до естампів. Для виконання бас-дансу використовувалися різні інструментальні склади: лютня, арфа і барабан ; тромбон, флейта з малим барабаном тощо .
У музичних джерелах XIV- початку XV століть звичні угруповання танців по 2: 1-й танець кожної пари витриманий в парному розмірі і повільному темпі, 2-й — в 3-дольному розмірі і швидкому темпі. Більше за інших були поширені пари павана — гальярда і пассамеццо — сальтарелло.
В якості однієї з частин, бас-данс входив в ранні інструментальні сюїти. За бас-данс часто слідував турдіон c більш швидким темпом, що становило типову пару танців (повільний - швидкий) - як павана і гальярда в пізній сюїті.

## Зовнішні посилання
- Early Music Printing [Архівовано 1 лютого 2018 у Wayback Machine.] (англійською)
- El RENACIMIENTO: La Spagna (a 5) [Архівовано 22 квітня 2018 у Wayback Machine.] (іспанською)
- Огляд народження мелодії La Spagna в різних європейських джерелах [Архівовано 26 вересня 2018 у Wayback Machine.] (запис радіопрограми іспанською)
- Неповні, маловідомі і перекладні першоджерела по європейським танцям XV століття [Архівовано 22 квітня 2018 у Wayback Machine.]
- Toulouze: L'art Et Instruction De Bien Dancer [Архівовано 19 січня 2018 у Wayback Machine.] (скан оригінального видання)
- Vintage Dance Manuals [Архівовано 22 квітня 2018 у Wayback Machine.] (англійською)